# Johnny Jansen
Johnny Jansen, född 2 mars 1975, är en nederländsk fotbollstränare och tidigare spelare.

## Karriär
I slutet av säsongen 2018/2019 blev Jansen tillfällig huvudtränare i Heerenveen efter att Jan Olde Riekerink lämnat klubben. Den 3 juni 2019 blev han anställd som permanent huvudtränare i Heerenveen. Den 24 januari 2022 blev Jansen avskedad av klubben.